# Bolivar (stanice metra v Paříži)
Bolivar je nepřestupní stanice pařížského metra na lince 7bis v 19. obvodu v Paříži.

## Historie
Stanice byla otevřena 18. července 1911 jako součást boční větve linky 7.
Na konci první světové války se ve stanici stala tragická událost. Tak jako další hluboko položené stanice metra, sloužila i Bolivar jako úkryt pro obyvatele při náletech. Během náletu 11. března 1918 obyvatelé čtvrti běželi do úkrytu a u vchodu nastala panika. Dveře do stanice se otevíraly směrem ven a než dveře pod tlakem povolily, bylo v nastalé tlačenici mnoho lidí ušlapáno. Následkem této tragické události byly postupně všechny dveře ve stanicích metra přestavěny tak, aby je bylo možné otevírat na obě strany.
Dne 3. prosince 1967 se severní větev linky 7 mezi stanicemi Louis Blanc a Pré Saint-Gervais stala samostatnou linkou s označením 7bis a stanice Bolivar se stala její součástí.

## Název
Stanice byla pojmenována po generálovi a politikovi Simónu Bolívarovi (1783-1830), jednom z hlavních vůdců boje za nezávislost v Jižní Americe.